# モノドロミー行列
数学の特に常微分方程式・複素微分方程式の分野における、モノドロミー行列（モノドロミーぎょうれつ、英: monodromy matrix）とは、ある常微分方程式系のゼロにおいて評価される基本行列の逆行列と、その系が持つ係数の周期において評価される基本行列の積で与えられる行列のことを言う。フロケ理論における常微分方程式の周期解の解析に用いられる。また、モノドロミー行列が分かれば、与えられた常微分方程式の解が解析接続によってどう変わるかを完全に把握できる。